# Tekle Giyorgis II
Tekle Giyorgis II (ge'ez : ዓፄ ተክለ ጊዮርጊስ, ) fut roi des rois (negusse negest) d'Éthiopie de 1868 à 1872.

## Biographie
Né Waghsum Gobezé (Ge'ez: ዋግሹም ጎበዜ, ) en 1836, il était issu d’une famille qui prétendait descendre des empereurs Zagwés du XIIe siècle et qui exerçait à titre héréditaire la fonction de gouverneur de la province de Lasta avec le titre de Waghsum.
En mars 1858, il succède à son père le Waghsum Gabre Medhin comme gouverneur de Lasta. En 1866 il épouse Dinqinash, fille du Shum Tembien Mirtcha Wolde Kidane et sœur de Kassa Mirtcha le futur empereur Yohannes IV.
Après la mort de Téwodros II, il se proclame empereur le 11 juin 1868 et se fait couronner à Debre Zebit en août de la même année sous le nom impérial de Takla Guiorguis II. Il est défait et fait prisonnier à la bataille de Assam près d’Adoua  le 11 juillet 1872 par son beau-frère Kassa qui prend à son tour la couronne sous le nom de Yohannes IV.
Tekle Giyorgis II meurt en captivité à Amba Abba Herima l'année suivante.